# Las maletas de Tulse Luper
Las maletas de Tulse Luper son tres largometrajes del director galés Peter Greenaway —terminados en 2003, 2004 y 2005, respectivamente— en los que se involucra la relación entre el cine, los formatos museísticos y las nuevas tecnologías.
En 1980 Greenaway firma The Falls, un film que presenta la falsa biografía de 92 personajes. Con este mismo número como hilo conductor, el cineasta se adentra en un ambicioso proyecto en el que involucra a diversos estados e instituciones. Pero Las Maletas de Tulse Luper no sólo consta de los tres largometrajes sino que se expanden a una serie de televisión de 16 capítulos, una webside interactiva (http://tulseluperjourney.com/), un largometraje adicional A live in Suitcases (presentado en el Centro Pompidou de París), una exposición de las 92 maletas que aparecen en los films para itinerar en diferentes museos (inaugurada en la Fundación Warwickshire de Reino Unido) y una colección de libros.
Peter Greenaway cuenta, pues, con la coproducción del Reino Unido, Hungría, Italia, Alemania, los Países Bajos-Holanda, Luxemburgo, Rusia y España, para desarrollar el contenido de esta trilogía que pretende inscribirse en aquello que el mismo cineasta define como el “post-cine”. Es decir, la utilización del medio audiovisual para explorar todo lo que esta da de sí y no para convertirlo en un pretexto para narrar o ilustrar una novela. Greenaway pretende utilizar el abasto de las nuevas tecnologías para dotar al cine de un lenguaje propio y renovado más allá de aquellos parámetros indicados por Griffith. La intención es la de desvincular el texto como fuerza primera en la que se estructura el cine y pensar más en la imagen y la narratividad que esta puede alcanzar en las pantallas.

## Argumento
Las maletas de Tulse Luper es la narración de la vida del joven Tulse Luper, un escritor que siempre terminará como prisionero de alguien o de algo, y que haciendo uso de los diversos encarcelamientos se dedicará a cosechar textos que posteriormente serán encontrados y aprovechados por autores tales como Peter Greenaway.
La historia empieza en 1928 con el nacimiento de Luper, pero tal suceso, como todos los demás, aparece como una reconstrucción aproximada de lo que pudo ser la vida del personaje a partir del hallazgo de 92 maletas atribuidas a Luper. Así, la biografía es acompañada también por comentarios de los documentalistas que participaron en la recreación a partir de las 92 maletas encontradas.
El film emprende por esta parte un carácter documentalista en el que se entremezclan las imágenes entendidas como ficticias, en tanto que reconstruidas, con imágenes salidas de documentales de época. Por este motivo, cabe indicar y diferenciar los tres ejes narrativos en los que se sitúa el film: el relato, como totalidad fílmica, seguido de la historia (story), lo que conocemos como narración, y la Historia (history) en referencia a la historia institucional.
En esta dirección, el primer eje que seguimos es la historia reconstruida de la vida de Tulse Luper a partir de 92 maletas, y a la vez, los diferentes sitios en los que Luper supuestamente había permanecido sirven para estructurar los episodios en que se divide el film. La Historia, por su lado, hace su primera incursión con la Primera Guerra Mundial a partir de imágenes documentales, o, por si no lo fuesen en este caso, con la pretensión de serlo, juntamente con los comentarios de documentalistas interesados en la vida del personaje. Estas imágenes aparecen para contextualizar el momento histórico en que vivió Luper, y las distintas contribuciones que éste ofreció a la Historia, pero esta no queda impune.
El uranio, cuyo número atómico es el 92, igual que el número de maletas, nos da la primera pista para observar que la vida de Tulse Luper se realiza paralelamente a los primeros descubrimientos sobre el elemento atómico. Tema que se enfatiza más adelante con la Segunda Guerra Mundial y anteriormente con la búsqueda de uranio en el desierto de Moab por parte de Luper. Pero la Historia a la que el film hace referencia en un primer sentido, llegados al final, se codifica en un sentido más complejo, ya que se inscribe también como una reconstrucción a partir de la óptica de un personaje de la misma narración. Este hecho en particular, posibilitado por el final de la película, nos hace indiscernible la dicotomía historia/Historia, entendiendo todo el relato como una historia en el que dentro de la misma se da una visión interpretada de la Historia, y que en un segundo nivel de análisis la historia del relato, en su totalidad, juega a hacer presente la Historia, inscribiendo la farsa acerca de la vida de Luper en la Historia de Martino Knocabelli.
En esta misma dirección, y dentro del argumento, cabría observar que el tiempo en descubrir la realidad sobre la vida de Luper se nos presenta en el mismo tiempo que a los personajes documentalistas. Es decir, los documentalistas y los espectadores participamos en el mismo tiempo de la misma ficción: descubrimos así que la vida real de Tulse Luper está en una reproducción fílmica, que en un primer momento se nos ha presentado como reconstrucción aproximada de la realidad. Y esta reconstrucción nos remite directamente a una estructura formal en donde los hechos se vuelven fecundos por sí mismos a partir de la manera en que han sido presentados ante el espectador, evocados hacia el final.
Hay también en la estructura narrativa de Las Maletas de Tulse Luper diferentes argumentos que se relacionan entre sí por medio de la formalidad que desoculta en un dualismo simbólico: la simbolización de un mundo subjetivo a partir de 92 objetos personales (las maletas) y la simbolización de los objetos que representan el mundo objetivo.
A lo largo de la película se contraponen las 92 maletas como elementos subjetivos que forman la historia de un personaje y 92 objetos que representan el mundo. A la vez que también aparecen en el relato 92 personajes que pueden llegar a tener su correspondencia con 92 arquetipos; el rey, la reina, el príncipe y la princesa; el político, el dictador, el héroe, el embajador y el revolucionario; el general y el soldado común; el ordenancista y el oficinista; el miserable, el hombre rico, el hombre pobre, el jugador, el matón y el cobarde; el policía, el detective, el carcelero, el ladrón, el quebrado, el confidente, el espía, el fugitivo; el médico, el curandero y la enfermera; el juez, el comerciante, el profesor y el científico; el cocinero, el empleado, el campesino y el jefe; el camarero, el criado y el esclavo, el filósofo, el poeta, el pintor; el payaso, el mago, el actor y la actriz; el cura, el monje, la monja, el peregrino, el mártir, el recluso, el profeta, el pecador, el loco sagrado, el demoníaco, el ángel, el misionero y el fantasma; el escolar, el pedante y el alumno; el amante no correspondido, la virgen, la esposa, la madre, el padre, el vampiro, la prostituta, la amante, la dama de sociedad, la viuda, la bruja, la musaraña, el bello, el libidinosos, el macho, el hijo pródigo, el homosexual y el engañado; el gordo, el fuerte, el enano, el hermafrodita y el idiota; el soñador y el suicida; el explotador y el viajante.
Los arquetipos a la vez podrían también tener, dado el número que representan, la correspondencia con los 92 objetos de la tabla periódica. En tal caso se establecería otro dualismo en la insistencia por englobar la totalidad del mundo: por un lado, a partir del descubrimiento científico (en concreto, de la tabla periódica) y por el otro, y en contraposición, a partir del simbolismo característico e intrínseco del ser humano, articulado desde las imágenes generales existentes desde tiempos inmemoriales. Que sin embargo ya no son contenidos de lo inconsciente colectivo sino que se han transformado en fórmulas conscientes transmitidas por la tradición.
Todos estos elementos no hacen más que sumar sentidos a una misma estructura productora del relato de la que éste no puede discernirse. Cuando Tulse va al desierto de Moab, se interrumpe la narración para mostrar la maleta número once, que contiene las fotos de Moab. Paralelamente, el relato también se detiene mostrando, con y sin conexión en la historia reconstruida de Tulse Luper, un objeto dentro del total de 92 que representan el mundo. El hecho de mostrar la maleta justifica una reconstrucción parcial (el episodio de Moab) en la vida de Tulse Luper, por lo que la interpretación acerca del dualismo sujeto/objeto queda intrínseca en la formalidad inherente al relato. Es decir, el contenido queda justificado a partir de una forma posterior (las maletas) a la primera forma que se halla (la estructura narrativa total del film). E inversamente, la forma, refiriéndonos a las maletas como organización episódica del film, es justificada por el contenido de la historia cuando se nos muestra la obsesión de Luper por las listas, las colecciones en pequeña escala, el libro de frenología/fisonomía que contiene la posibilidad de creación de todo un mundo de personajes y, en consecuencia, las maletas. El libro de frenología aparece a la vez en la penúltima maleta, mostrando como todos los personajes incluidos en el relato (92, que remiten a 92 arquetipos) surgen de la combinación de las orejas, narices y ojos catalogados fotográficamente en el libro.